# Battaglia di Tendra
La battaglia di Tendra, combattuta l'8 ed il 9 settembre 1790 nel Mar Nero come parte della guerra russo-turca (1787-1792), fu una vittoria dell'Impero russo sull'Impero ottomano.

## La battaglia
La flotta russa composta da 10 navi da guerra 6 fregate ed una piccola imbarcazione salpò da Sebastopoli il 5 settembre al comando di Fëdor Ušakov e diretta a Cherson dove raccolse alcune fregate. Alle 6:00 dell'8 settembre il gruppo di navi incrociò la flotta ottomana composta di 14 navi da guerra, 8 fregate e 23 imbarcazioni piccole alla fonda presso Tendra. Non appena gli ottomani ebbero formato una linea di battaglia, la flotta russa si dispose a tre linee parallele.
L'ammiraglio ottomano Hussein Pasha, sentendosi minacciato, si voltò verso nord e si pose parallelamente ai russi. Le manovre risultarono complete verso le 14:00. Ušakov ordinò a 3 fregate di svolgere il ruolo di avanguardia contro gli ottomani che miravano a doppiare la linea russa (le navi ottomane del periodo erano spesso rivestite in rame nella chiglia e per questo spesso erano più veloci delle altre), lasciando 13 navi e 710 cannoni sulla su linea, opposte a 14 con 900 cannoni. Ušakov iniziò quindi a sparare alle 15:00.
Gli ottomani iniziarono ad abbandonare il campo verso le 18:00. I russi li inseguirono infliggendo loro non pochi danni, in particolare attaccando la nave del vice ammiraglio tramite la Ioann Bogoslov, mentre le navi dell'ammiraglio e del contrammiraglio vennero rispettivamente attaccate dalla Roždestvo Christovo e dalla Preobraženie Gospodne. La velocità degli ottomani permise loro di allontanarsi e pertanto alle 20:00 poté dirsi sgomberato il campo di battaglia.
Il giorno successivo, 2 navi ottomane danneggiate, la "Kapitana" (la nave del viceammiraglio) e la Melike Bahri vennero avvistate ed attaccate dai russi. La Melike Bahri si arrese alla Marija Magdalina senza opporre resistenza, mentre la "Kapitana" diede del filo da torcere ai russi. Alle 10:00 venne attaccata dalla Sv. Andrej Pervozvannyj che ne abbatté l'albero maestro, e poi dalla Sv. Georgij Pobedonosec, dalla Preobraženie Gospodne e da altre. A mezzogiorno la nave era completamente circondata, ma ancora combatteva. Alle 14:00 Ušakov sulla Roždestvo Christovo attaccò la nave per il colpo finale ed alle 15:00 si arrese. Sfortunatamente, una volta sbarcati Said Bey e il capitano, la nave si incendiò. Vennero salvati 101 uomini sugli 800 che erano a bordo.
Alcune navi russe si diedero alla caccia delle restanti navi ottomane ma accorgendosi di perdere del tempo in quell'operazione alle 16:30 Ušakov le richiamò. I pirati russi riportarono in seguito altri tre navi di piccola portata come catturate al nemico. Le perdite russe si attestarono a 25 morti e 25 feriti con 733 prigionieri ottomani. Molte navi riportarono ben pochi danni. La vittoria russa nella battaglia di Tendra concesse alla zarina Caterina II il controllo incondizionato del Mar Nero.

## Navi coinvolte

### Russia
- Roždestvo Christovo 84 (nave del vice ammiraglio Fëdor Ušakov)
- Marija Magdalina 66
- Preobraženie Gospodne 66
- Sv. Pavel 66
- Sv. Vladimir 66
- Sv. Aleksandr Nevskij 50
- Sv. Andrej Pervozvannyj 50
- Sv. Georgii Pobedonosec 50
- Ioann Bogoslov 46
- Sv. Pëtr Apostol 46
- Fanagoria 40
- Kinburn 40
- Legkij 40
- Perun 40
- Strela 40
- Taganrog 40
- Roždestvo Christovo (bombardiere)
- Polock
- 2 navi incendiarie
- 17 navi corsare

### Impero ottomano
Bahr-i Zafer 72 (ammiraglia di Kapudan Pasha Giritli Hüseyin)

Melik-i Bahri 72 (ammiraglia del bey di Patrona) affondata da una tempesta nella notte tra l'8 ed il 9 settembre

Anka-i Bahri 72

Fethü'l Fettah 66

Nüvid-i Fütuh 66

Peleng-i Bahri 66 catturata il 9 settembre

Tevfikullah 66

Feyz-i Hüda 66 (ammiraglia del bey di Riyale)

Mesudiye 58

Mansuriye 58 (ammiraglia di Said Bey) affondata il 9 settembre

Inayet-i Hakk 58

Burc-ı Zafer 52

Şehbaz-ı Bahri 52

Ukâb-ı Bahri 52

Mazhar-ı Hidâyet 38

Mazhar-ı Saadet 38

Mebdâ-i Nusret 32

Raad-ı Bahri 20 (fregata bombardiera)

Berk-i Bahri 20 (fregata bombardiera)

Berk-i Hafız 20 (fregata bombardiera)

Şihab-ı Sakıb 20 (fregata bombardiera)

Cedid Bomba 20 (fregata bombardiera)

23 piccole imbarcazioni (kırlangıç, pergende (brigantini) e şehtiye (sciabecchi).) 3 vennero catturate il 9 settembre